# Enciso (Kolumbia)
Enciso – miasto w Kolumbii, w departamencie Santander.